# Marco Spoletini
Marco Spoletini, né le 13 avril 1964 à Rome (Italie), est un monteur italien.

## Filmographie
- 1991 : Passami il burro!
- 1993 : Déjà vu
- 1994 : Portami via
- 1996 : Baci proibiti
- 1996 : Sul mare luccica
- 1996 : Terra di mezzo
- 1997 : Figurine
- 1997 : Tre uomini e una gamba
- 1998 : Acts of Justice
- 1998 : Così è la vita
- 1998 : Guests
- 1998 : Oreste Pipolo, fotografo di matrimoni
- 1999 : La guerra degli Antò
- 1999 : Un amore
- 2000 : Estate romana
- 2000 : Provini per un massacro
- 2000 : Qui non è il paradiso
- 2001 : Progetti per un matrimonio
- 2002 : Il sequestro Soffiantini
- 2002 : L'Étrange Monsieur Peppino de Matteo Garrone
- 2002 : Velocità massima
- 2002 : Volesse il cielo !
- 2003 : Guerra
- 2003 : Il posto dell'anima
- 2003 : L'esplosione
- 2003 : Liberi
- 2003 : Ribelli per caso
- 2004 : Primo amore
- 2004 : Rome enquête criminelle
- 2004 : Volevo solo dormirle addosso
- 2005 : L'orizzonte degli eventi
- 2005 : Lucia
- 2005 : Trevirgolaottantasette
- 2006 : Io, l'altro
- 2006 : Libero
- 2006 : Quale amore
- 2007 : Billo il grand dakhaar
- 2007 : Piano, Solo
- 2008 : Gomorra de Matteo Garrone
- 2008 : Il passato è una terra straniera
- 2008 : Le Déjeuner du 15 août
- 2008 : Ton prochain
- 2009 : La bella gente
- 2009 : La prima linea
- 2009 : Tris di donne & abiti nuziali
- 2009 : Viola di mare
- 2010 : Golakani Kirkuk - The Flowers of Kirkuk
- 2010 : La banda dei Babbi Natale
- 2010 : Un tigre parmi les singes de Stefano Incerti
- 2011 : Beyond the Glass
- 2011 : Come trovare nel modo giusto l'uomo sbagliato
- 2011 : Corpo celeste
- 2011 : Gianni et les Femmes
- 2011 : Qualche nuvola
- 2011 : Scialla! (Stai sereno)
- 2012 : Cahiers
- 2012 : D'acier
- 2012 : Les Équilibristes
- 2012 : Razza bastarda
- 2012 : Reality
- 2012 : Tulpa
- 2013 : Amiche da morire
- 2013 : Ci vuole un gran fisico
- 2014 : Bons à rien
- 2014 : Caserta Palace Dream
- 2014 : Cennetten Kovulmak
- 2014 : Les Merveilles
- 2014 : Mezzanotte de Sebastiano Riso
- 2014 : Noi 4 de Francesco Bruni
- 2015 : Babbo Natale non viene da Nord
- 2015 : De Djess
- 2015 : Giochi di ruolo
- 2015 : Tale of Tales de Matteo Garrone
- 2015 : The Time of a Young Man About to Kill
- 2015 : The White Lie
- 2016 : Babbo Natale
- 2016 : Donne: Beatrice
- 2016 : Donne: Elvira
- 2016 : Donne: Ingrid
- 2016 : Donne: Inés
- 2016 : Donne: Jolanda
- 2016 : Donne: Kerstin
- 2016 : Donne: Nunzia
- 2016 : Donne: Oriana
- 2016 : Donne: Pucci
- 2016 : Ego, court métrage de Lorenza Indovina
- 2016 : Fuga da Reuma Park
- 2016 : La vita possibile d'Ivano De Matteo
- 2016 : Tommaso de Kim Rossi Stuart
- 2017 : Cose dell'altro mondo
- 2017 : L'Avenir
- 2017 : Once: In my life
- 2017 : Questo nostro amore
- 2018 : Dogman de Matteo Garrone
- 2018 : La terra dell'abbastanza
- 2018 : Red Land (Rosso Istria)
- 2018 : Youtopia
- 2018 : Il flauto magico di piazza Vittorio
- 2019 : Pinocchio de Matteo Garrone

## Distinctions
- David di Donatello 2009 du meilleur montage pour Gomorrah
- David di Donatello 2019 : meilleur montage pour Dogman

### Liste complète
- (en) Marco Spoletini: Awards, sur l'Internet Movie Database